# Giuseppe Maria Imbonati
Giuseppe Maria Imbonati (Milano, 4 luglio 1688 – Milano, 2 luglio 1768) è stato un letterato e mecenate italiano.

## Biografia
Discendente di una nobile e ricca famiglia lombarda, per gran parte della sua vita viaggiò in diverse parti d'Italia e ricoprì cariche onorifiche e politiche.
Arrivato all'età di cinquantasette anni, sposò Francesca Bicetti de Buttinoni, allora trentunenne (era nata a Treviglio nel 1712), personalità brillante e attiva nelle lettere al punto di far parte di diverse accademie come quelle degli Affidati di Pavia, dei Filodossi di Milano, degli Arcadi e dei Trasformati di Roma (col nome arcadico di Filocata). Essa non solo gli diede sei figlie femmine ed un maschio Carlo, ma contribuì anche a maturare in lui la decisione di ricreare, nel proprio palazzo, l'Accademia dei Trasformati, luogo di espressione dei più vivaci spiriti del tempo, come Carl'Antonio Tanzi (che ne fu "segretario perpetuo"), Domenico Balestrieri, il Parini, l'abate Passeroni, Giorgio Giulini, Pietro Verri, Cesare Beccaria, la matematica Maria Gaetana Agnesi, e moltissimi altri.
L'Accademia dei Trasformati, che lo ebbe come "conservatore perpetuo" fin dalla fondazione, avvenuta il 6 luglio 1743,  teneva di solito le sue adunanze nel suo palazzo in piazza San Fedele, ma nel mese di settembre si spostava nella tenuta di Cavallasca. Pubblicò diversi lavori sotto il nome arcadico di Vesalno Acrejo P.A.
Per il figlio, Carlo Imbonati, unico erede maschio, nato nel 1753, scelse come istitutore il Parini, che per il discepolo scrisse la celebre ode La educazione, quando il giovane guarì dal vaiolo.